# Rattus montanus
Rattus montanus es una especie de roedor de la familia Muridae.

## Distribución geográfica
Se encuentra sólo en Sri Lanka. 